# Station F
Station F je poslovni inkubator za startupe, smješten u 13. arondismanu Pariza. Poznat je kao najveći startup pogon na svijetu.
Nalazi se u bivšem željezničkom skladištu robe ranije poznatom kao la Halle Freyssinet (otuda "F" u stanici F). Objekt od 34.000 m2 (370.000 kvadratnih stopa) službeno je otvorio predsjednik Emmanuel Macron u lipnju 2017. i pruža uredski smještaj za do 1000 start-up tvrtki i tvrtki u ranoj fazi, kao i za korporativne partnere kao što su Facebook, Microsoft i Naver.
Station F ima niz partnerstava za start-up programe namijenjene poduzetnicima. Partneri su Google, Ubisoft i Zendesk.
Kampus je partner raznih škola, poput HEC Paris, najbolje europske poslovne škole.

## Vanjske poveznice
- Station F